# 坂茂
坂茂（日语：／ Ban Shigeru，1957年8月5日—），是一名出身於東京都的日本建筑师，在东京、巴黎和纽约擁有工作室。坂茂熱心於將建築技術运用于人道主义事业，獲得日本建築学会獎作品賞、吉岡獎、JIA新人獎和普利兹克建筑奖等多項與建築有關的獎項，被譽為「建築界的奇才」。

## 略歷
1976年
畢業自成蹊高等学校。
1977年
入讀南加州建築學院。
1980年
入讀庫珀聯盟學院建築学部。
1982年－1983年
於磯崎新畫室學習。
1984年
畢業自大學建築学部，獲得建築学士名銜。
1985年
創立「坂茂建築設計」。
1995年
成立「義務建築師網絡」（Voluntary Architects Network，VAN）。
1995年
纸管结构开发获得日本建设大臣颁发永久性建筑认证。
1995年－2000年
擔任聯合國難民事務高級專員署顧問。
2001年－2009年
擔任慶應義塾大學環境資訊系教授。
2010年
擔任哈佛大學設計研究生院和康乃爾大學的客座教授。
2011年10月
擔任京都造形藝術大学藝術学部環境設計學系教授。
2012年
獲得每日艺术奖。
憑著為東日本大地震災區設計的木造臨時房屋獲得藝術選獎文部科学大臣美術部門獎。
2014年
獲得普利茲克建築獎。坂茂是繼安藤忠雄、伊東豐雄等之後，第7位獲得普利茲克建築獎的日本人。評審認為他對建築有豐富知識，着重嶄新的物料與科技，不斷追求創新，其建築還為遭受重大損失與傷害的民眾提供棲身之地：「坂茂不僅為顧客設計出充滿創意的方案，還在人道主義領域作出貢獻，對其20年來走訪世界各地災區，協助災民以低成本建造可循環利用的收容所及住房，給予高度肯定。」在獲悉得獎以後，坂茂表示「繼續聆聽我的服務對象，無論他們是私人住宅客戶還是救災工作中的人們」，「我把這個獎項看成是對自己的鼓勵，我對自己堅持的事業不是改弦更張，而是繼續成長。」「我當建築師後經常對自己的職業失望，因為我發現建築師總是幫權貴設計豪宅。然而我也必須在窮人和富人之間平衡，因為我需要富人的錢來繼續我的工作。」他也認為，「建築師必須承擔更大的社會責任，幫助災民，即使是臨時住宅，也應舒適、美觀。」「我對賺錢不感興趣，只要我能的建築能使人開心，我便開心。」

## 作品

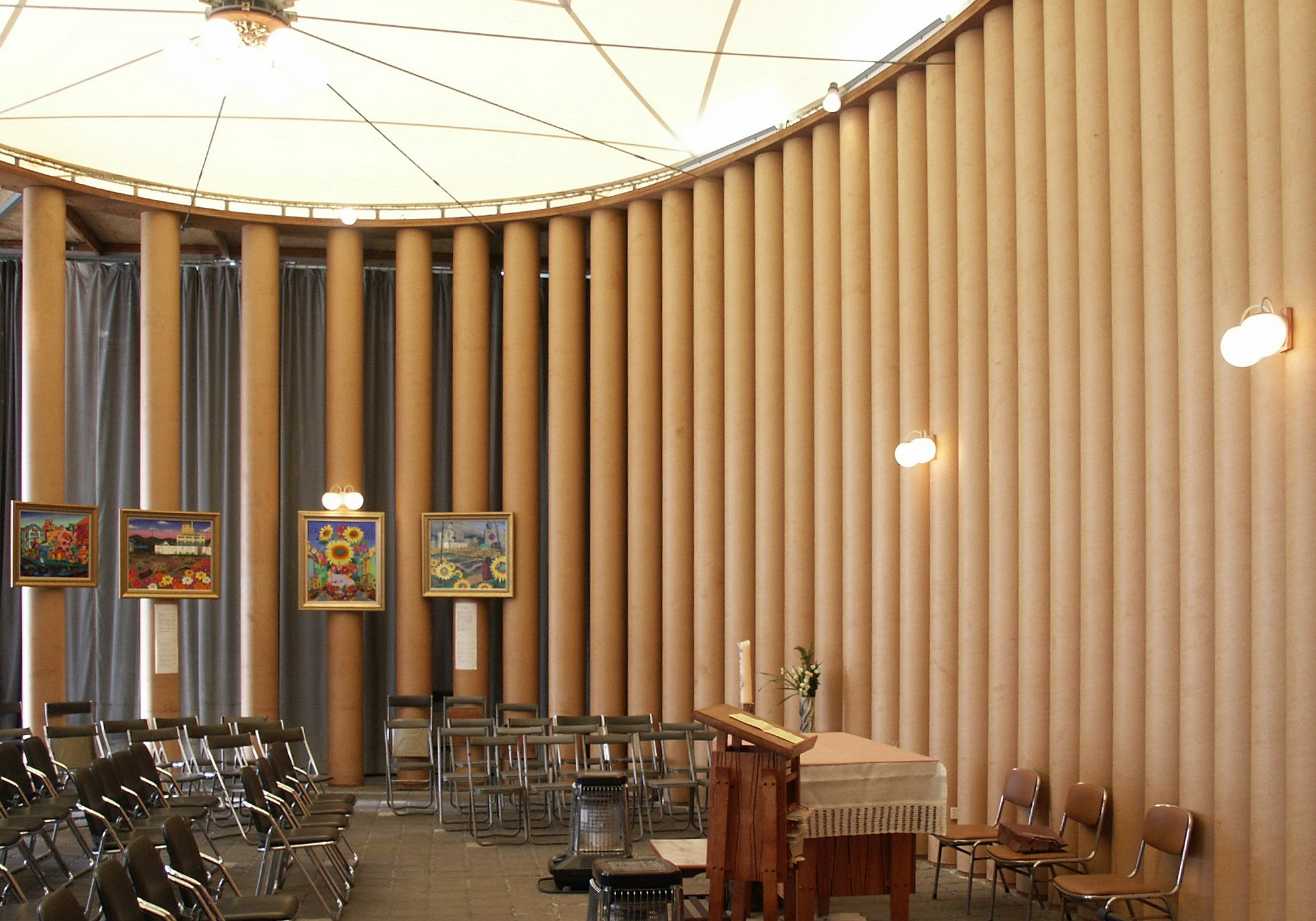
坂茂設計的鷹取Paper Dome紙教堂

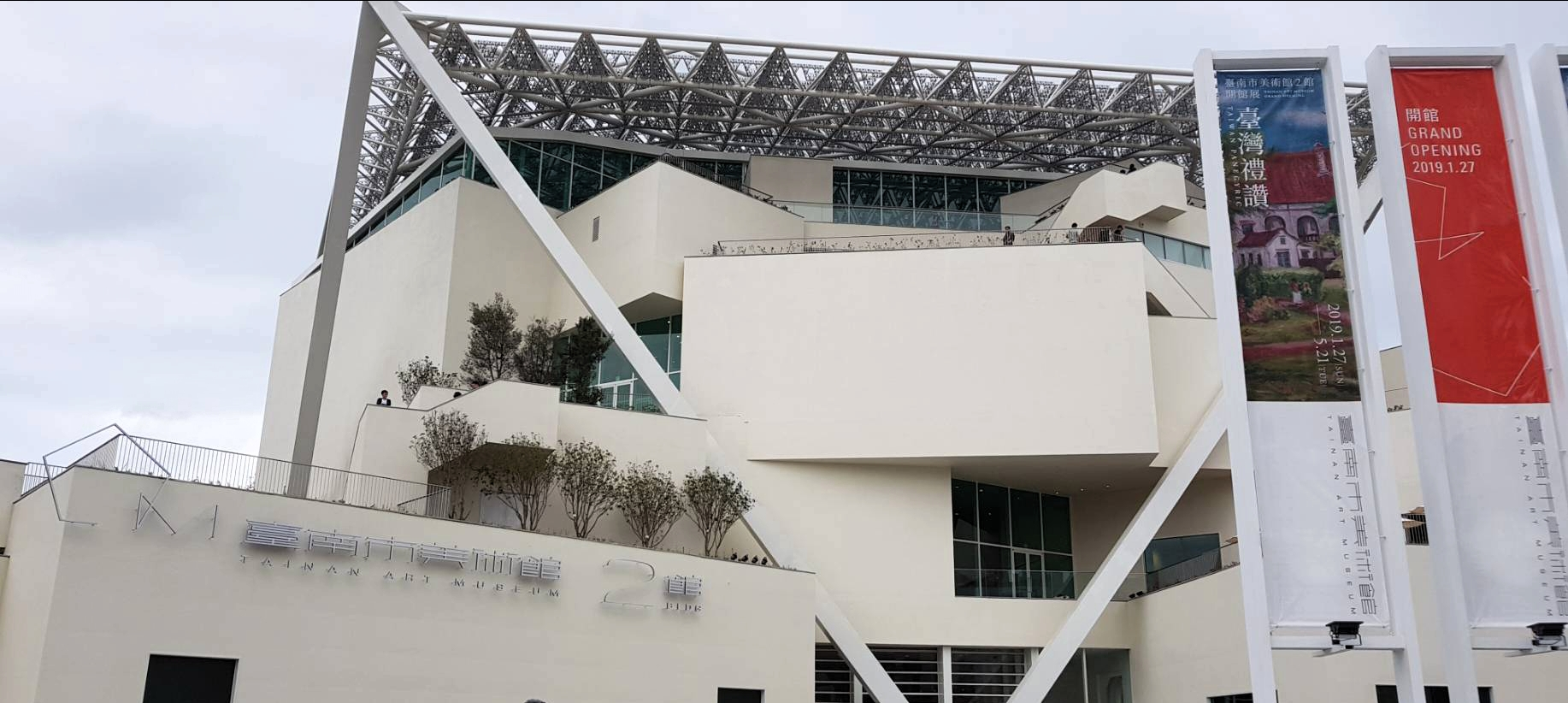
臺南市美術館2館 外觀

### 特色
坂茂深受日本木匠的簡約精神影響，建築設計以具空間感及節約聞名，代表作包括了靈感來自中式編織帽，以具通風效果的木格子作支架的法國龐比度中心梅斯分館；以木材打造主體，木樑之間相互扣鎖，且沒有金屬接頭的瑞士公司Tamedia總部大樓；以強化纖維的膠帶接連二十米長的紙筒，再以木拱撐起的世博日本館，以及位於日本埼玉縣，由透明的瓦楞膠板包圍而成的「裸宅」。他的作品也非常注重環境保護，例如他在东京的森林区建造自己的住宅時，一棵树都沒有遭到砍伐。

### 災區用臨時房屋
坂茂在建築學上專門研究使用硬紙管、竹子、织物、纸板以及再生纸纤维和塑料复合材料等創新且輕巧便宜的建材建造房屋，並在1994年首次將作品實踐於人道主义事业，在盧旺達大屠殺後為聯合國難民事務高級專員署擔任顧問，研發相關技術以設計臨時收容中心，此後也為土耳其（1999年伊兹密特地震後）、印度西部（2001年印度古吉拉特邦大地震後）、斯里兰卡（2004年印度洋大地震後）、海地（2010年海地地震後）等地設計臨時房屋。坂茂亦曾在1995年的阪神大震災开发出“纸木宅”，将獲贈的啤酒箱内填满沙袋作为地基，再将硬纸管垂直排列成墙壁，搭建臨時房屋，另外還为神户災民设计了一个用硬纸管搭建的社区中心。2008年，坂茂在四川大地震後用類似技術為災區建造臨時小學，並在3年後的基督城地震中利用紙木材搭建臨時卡紙大教堂，暫代嚴重受損的基督城座堂，成為當地新地標。

### 主要設計作品
- 「幕墙宅」（東京，1995年）
- 鷹取Paper Dome紙教堂（長田區，1995年，於2006年遷往臺灣南投縣埔里鎮）
- JR 田澤湖站（仙北市，1997年）
- 「羽根木之森」（世田谷区，1997年）
- 「Nemu之木美術館」（ねむの木美術館）（掛川市，1999）
- 2000年世界博覽會日本館（漢諾威，2000年）
- GC牙科醫療 大阪營業所大樓（大阪，2000年）
- 「裸宅」（埼玉市，2000年）
- 今井篤紀念體育館（大館市，2002年）
- 「PAM- 紙的資料館」（長泉町，2002年）
- GC牙科醫療 名古屋營業所（名古屋，2004年）
- 勃艮第運河資料館、船屋（勃艮第，2004年）
- 遊牧美術館（纽约，2005年；圣莫尼卡，2006年；东京，2007年）
- 成蹊大学情報圖書館（武藏野市，2006年）
- 尼古拉斯·G·海耶克中心（日语：ニコラス・G・ハイエックセンター）（銀座，2007年）
- 龐畢度中心梅斯分館（梅斯，2010年）
- 国际红十字与红新月博物馆常设展览“人道历程”：减轻自然风险展区[16]（日內瓦，2013年）
- tamedia傳媒總部新大樓（蘇黎世，2013年）
- 阿斯彭艺术博物馆（英语：Aspen Art Museum）（阿斯彭，2014年）
- 臺南市美術館2館[17]（臺南市，2019年）

## 著書
- 「SHIGERU BAN」（TASCHEN出版（英语：Taschen）、2012年，ISBN 3836530767）
- 「Voluntary Architects' Network─建築をつくる。人をつくる。」 （INAX出版、2010年，ISBN 4872751639）
- 「SHIGERU BAN Complete Works 1985~2010」（Phaeton出版、2010年，ISBN 3836507358）
- 「SHIGERU BAN PAPER IN ARCHITECTURE」 （Rizzoli出版、2009年，ISBN 0847832112）
- 「SHIGERU BAN」（Phaeton出版、2005年，ISBN 4902593157）
- 「紙建築的行動」（紙の建築　行動する―震災の神戸からルワンダ難民キャンプまで） （築摩書房、1998年，ISBN 4480860495）
- 「坂茂，進展中的設計」（坂茂プロジェクツ・イン・プロセス―ハノーバー万博2000日本館までの歩み    ギャラリー・間叢書） （TOTO出版、1999年，ISBN 488706179X ）
- 「坂茂」（JA30號、新建築社、1998年）

## 出演
- 情熱大陸（每日放送、2010年3月28日）

## 荣誉

### 日本勋章奖章
- 紫绶褒章（2017年11月3日公布[18]）

### 外国勋章奖章
- 国家功绩军官勋章（法国，2011年10月24日于东京颁发[19]）
- 艺术与文学指挥官勋章（法国文化部，2017年5月19日于东京颁发[20]）

### 奖项
- 每日設計獎大獎 （1995年）
- 日本建築家協會第3屆關西建築家獎大獎（1996年）
- 吉岡獎（日语：吉岡賞）（1996年）
- JIA新人獎（日语：JIA新人賞）（1997年）
- 第18屆日本建築學會東北建築獎（1998年）
- 「柏林·藝術·時間」獲獎 （2000年）
- 松井源吾獎（日语：松井源吾賞）（2001年）
- 法國建築學會（英语：Académie royale d'architecture）獎章（2004年）
- 湯瑪斯·傑佛遜建築獎（2005年）
- 阿諾德·威廉·布倫納（英语：Arnold W. Brunner）紀念建築獎（2005年）
- 每日艺术奖（2011年）
- 藝術選獎文部科学大臣獎（日语：芸術選奨文部科学大臣賞）（2012年）
- 普利茲克建築獎（2014年）
- 德雷莎修女社會正義獎（2017年）
- 阿斯图里亚斯亲王奖和平奖（2022年）[21]

## 外部連結
- 坂茂建築設計網站（页面存档备份，存于）
- 建筑师志愿者网络網站